# Gnojnik (gmina)
Gnojnik (do 1954 gmina Uszew) – gmina wiejska w województwie małopolskim, w powiecie brzeskim, na Pogórzu Wiśnickim nad rzeką Uszwicą. W latach 1975–1998 gmina położona była w województwie tarnowskim.
Siedziba gminy to Gnojnik.
Według danych z 31 grudnia 2021 roku gminę zamieszkiwało 8004 osób.

## Struktura powierzchni
Według danych z roku 2002 gmina Gnojnik ma obszar 54,89 km², w tym:
- użytki rolne: 74%
- użytki leśne: 19%

Gmina stanowi 9,3% powierzchni powiatu.

## Demografia
Dane z 31 grudnia 2021 roku:
| Opis                              | Ogółem | Ogółem | Mężczyźni | Mężczyźni | Kobiety | Kobiety |
| --------------------------------- | ------ | ------ | --------- | --------- | ------- | ------- |
| jednostka                         | osób   | %      | osób      | %         | osób    | %       |
| populacja                         | 8004   | 100    | 4032      | 50,4      | 3972    | 49,6    |
| gęstość zaludnienia (mieszk./km²) | 145,8  | 145,8  | 73,5      | 73,5      | 72,3    | 72,3    |

- Piramida wieku mieszkańców gminy Gnojnik w 2021 roku.

## Sołectwa
Biesiadki, Gnojnik, Gosprzydowa, Lewniowa, Uszew, Zawada Uszewska, Żerków.

## Sąsiednie gminy
Brzesko, Czchów, Dębno, Lipnica Murowana, Nowy Wiśnicz